# Filmographie de Johnnie To

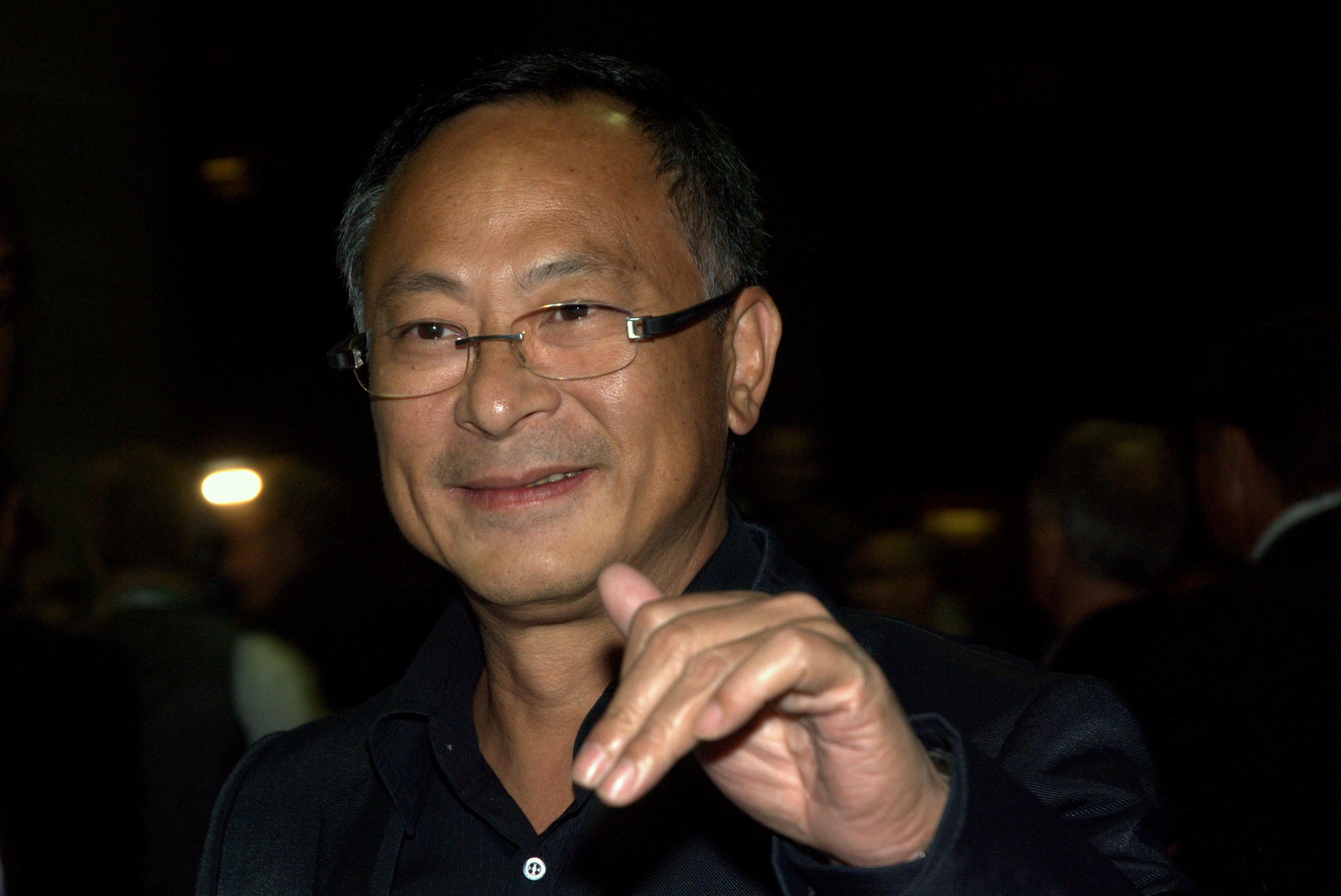
Johnnie To à la première de Vengeance au cinéma Ryerson en 2009.

Johnnie To est un réalisateur et producteur de Hong Kong.
Il a travaillé au cours de sa carrière sur de nombreux projets, en tant que producteur, réalisateur ou les deux à la fois. Il fait ses débuts de réalisateur en 1980 avec The Enigmatic Case, avec l'acteur Damian Lau. En 1996, To commence à produire et réaliser des films sous la bannière de sa société de production indépendante Milkyway Image, une compagnie qu'il cofonde avec son collaborateur Wai Ka-fai. Il connait de nombreux succès commerciaux locaux avec des films originaux et apparaît régulièrement dans les festivals internationaux de cinéma, notamment en Europe et en Amérique du Nord.
Ses plus grands succès sont Breaking News, Election, Election 2, Exilé, Mad Detective et Drug War, qui sont sortis en salle en France et aux États-Unis et largement vendus à l'étranger.

## Filmographie
| Année | Film                                  | Titre chinois        | Rôle                                                  | Notes                                                                            |
| ----- | ------------------------------------- | -------------------- | ----------------------------------------------------- | -------------------------------------------------------------------------------- |
| 1980  | The Enigmatic Case                    | 碧水寒山奪命金       | Réalisateur                                           |                                                                                  |
| 1986  | Happy Ghost 3                         | 開心鬼撞鬼           | Réalisateur                                           |                                                                                  |
| 1987  | Seven Years Itch                      | 七年之癢             | Réalisateur                                           |                                                                                  |
| 1988  | The Eighth Happiness                  | 八星報喜             | Réalisateur                                           |                                                                                  |
| 1988  | The Big Heat                          | 城巿特警             | Co-réalisé avec Andrew Kam                            |                                                                                  |
| 1989  | All About Ah-Long                     | 阿郎的故事           | Réalisateur                                           |                                                                                  |
| 1989  | The Iron Butterfly                    | 特警90               | Producteur et réalisateur                             |                                                                                  |
| 1990  | The Story of My Son                   | 愛的世界             | Scénariste et réalisateur                             |                                                                                  |
| 1990  | A Moment of Romance                   | 天若有情             | Producteur                                            |                                                                                  |
| 1990  | The Iron Butterfly 2                  | 特警90 II 之亡命天涯 | Producteur et réalisateur                             |                                                                                  |
| 1990  | The Fun, the Luck & the Tycoon        | 吉星拱照             | Réalisateur                                           |                                                                                  |
| 1991  | Casino Raiders 2                      | 至尊無上II永霸天下   | Réalisateur                                           |                                                                                  |
| 1991  | The Royal Scoundrel                   | 沙灘仔與周師奶       | Co-réalisé avec Jonathan Chik                         |                                                                                  |
| 1992  | Lucky Encounter                       | 踢到寶               | Réalisateur                                           |                                                                                  |
| 1992  | Un couple explosif                    | 審死官               | Réalisateur                                           |                                                                                  |
| 1993  | The Heroic Trio                       | 東方三俠             | Producteur et réalisateur                             |                                                                                  |
| 1993  | Executioners                          | 現代豪俠傳           | Co-produit et co-réalisé avec Ching Siu-tung          |                                                                                  |
| 1993  | Mad Monk                              | 濟公                 | Réalisateur                                           |                                                                                  |
| 1993  | Le Vagabond                           | 赤腳小子             | Réalisateur                                           |                                                                                  |
| 1993  | A Moment of Romance 2                 | 天若有情Ⅱ之天長地久  | Producteur                                            |                                                                                  |
| 1995  | Loving You                            | 無味神探             | Réalisateur                                           |                                                                                  |
| 1995  | Only Fools Fall in Love               | 呆佬拜壽             | Producteur                                            |                                                                                  |
| 1995  | Fatal Assignment                      | 共闖天涯             | Producteur                                            |                                                                                  |
| 1996  | A Moment of Romance 3                 | 天若有情III烽火佳人  | Producteur et réalisateur                             |                                                                                  |
| 1996  | Beyond Hypothermia                    | 攝氏32度             | Producteur                                            |                                                                                  |
| 1997  | Lifeline                              | 十萬火急             | Réalisateur                                           |                                                                                  |
| 1997  | Intruder (en)                         | 恐怖雞               | Producteur                                            |                                                                                  |
| 1997  | The Odd One Dies                      | 兩個只能活一個       | Producteur (non crédité comme réalisateur)            |                                                                                  |
| 1997  | Too Many Ways to Be No. 1             | 一個字頭的誕生       | Producteur                                            |                                                                                  |
| 1997  | Final Justice (en)                    | 最後判決             | Producteur                                            |                                                                                  |
| 1998  | A Hero Never Dies                     | 真心英雄             | Producteur et réalisateur                             |                                                                                  |
| 1998  | Expect the Unexpected                 | 非常突然             | Producteur                                            |                                                                                  |
| 1998  | The Longest Nite                      | 暗花                 | Producteur (non crédité comme réalisateur)            |                                                                                  |
| 1999  | Where a Good Man Goes                 | 再見阿郎             | Producteur et réalisateur                             |                                                                                  |
| 1999  | Running Out of Time                   | 暗戰                 | Producteur et réalisateur                             |                                                                                  |
| 1999  | The Mission                           | 鎗火                 | Producteur et réalisateur                             |                                                                                  |
| 1999  | Sealed with a Kiss                    | 甜言蜜語             | Producteur                                            |                                                                                  |
| 2000  | Help !!!                              | 辣手回春             | Producteur et réalisateur avec Wai Ka-fai             |                                                                                  |
| 2000  | Needing You...                        | 孤男寡女             | Producteur et réalisateur avec Wai Ka-fai             |                                                                                  |
| 2000  | Comeuppance                           | 天有眼               | Producteur                                            |                                                                                  |
| 2000  | Spacked Out (en)                      | 無人駕駛             | Producteur                                            |                                                                                  |
| 2001  | Fulltime Killer                       | 全職殺手             | Producteur et réalisateur avec Wai Ka-fai             |                                                                                  |
| 2001  | Love on a Diet                        | 瘦身男女             | Producteur et réalisateur avec Wai Ka-fai             |                                                                                  |
| 2001  | Running Out of Time 2                 | 暗戰2                | Producteur; co-réalisation avec Law Wing-cheung (en)  |                                                                                  |
| 2001  | Gimme Gimme                           | 愛上我吧             | Producteur                                            |                                                                                  |
| 2001  | Wu Yen                                | 鍾無艷               | Producteur et réalisateur avec Wai Ka-Fai             |                                                                                  |
| 2002  | My Left Eye Sees Ghosts               | 我左眼見到鬼         | Producteur et réalisateur avec Wai Ka-Fai             |                                                                                  |
| 2002  | Fat Choi Spirit                       | 嚦咕嚦咕新年財       | Producteur et réalisateur avec Wai Ka-Fai             |                                                                                  |
| 2002  | Second Time Around                    | 無限復活             | Producteur                                            |                                                                                  |
| 2003  | PTU                                   | PTU                  | Producteur et réalisateur                             | Également appelé PTU: Police Tactical Unit; début de la série des Tactical Unit. |
| 2003  | Looking for Mr. Perfect               | 奇逢敵手             | Producteur                                            |                                                                                  |
| 2003  | Turn Left, Turn Right                 | 向左走．向右走       | Producteur et réalisateur avec Wai Ka-Fai             |                                                                                  |
| 2003  | Love Under the Sun                    | 愛在陽光下           | Producteur                                            |                                                                                  |
| 2003  | Running on Karma                      | 大隻佬               | Producteur et réalisateur avec Wai Ka-Fai             | Également appelé An Intelligent Muscle Man (大只佬/大块头有大智慧)               |
| 2003  | Love for All Seasons                  | 百年好合             | Producteur et réalisateur avec Wai Ka-Fai             |                                                                                  |
| 2003  | Memory of the Youth                   | 少年往事             | Producteur                                            |                                                                                  |
| 2004  | Judo                                  | 柔道龍虎榜           | Producteur et réalisateur                             |                                                                                  |
| 2004  | Breaking News                         | 大事件               | Producteur et réalisateur                             |                                                                                  |
| 2004  | Yesterday Once More                   | 龍鳳鬥               | Producteur et réalisateur                             |                                                                                  |
| 2005  | Election                              | 黑社會               | Producteur et réalisateur                             |                                                                                  |
| 2006  | 2 Become 1 (en)                       | 天生一對             | Producteur                                            |                                                                                  |
| 2006  | Election 2                            | 黑社會以和為貴       | Producteur et réalisateur                             | Également appelé Triad Election                                                  |
| 2006  | Exilé                                 | 放‧逐                | Producteur et réalisateur                             |                                                                                  |
| 2007  | Triangle                              | 鐵三角               | Producteur et réalisateur avec Tsui Hark et Ringo Lam |                                                                                  |
| 2007  | Hooked on You (en)                    | 每當變幻時           | Producteur                                            |                                                                                  |
| 2007  | Filatures                             | 跟蹤                 | Producteur                                            |                                                                                  |
| 2007  | Mad Detective                         | 神探                 | Producteur et réalisateur avec Wai Ka-Fai             |                                                                                  |
| 2008  | Linger                                | 蝴蝶飛               | Producteur et réalisateur                             |                                                                                  |
| 2008  | Sparrow                               | 文雀                 | Producteur et réalisateur                             |                                                                                  |
| 2008  | Tactical Unit – The Code              | 機動部隊─警例        | Producteur                                            | Fait partie de la série des Tactical Unit.                                       |
| 2008  | Tactical Unit – No Way Out            | 機動部隊─絕路        | Producteur                                            | Fait partie de la série des Tactical Unit.                                       |
| 2008  | Tactical Unit – Human Nature          | 機動部隊-人性        | Producteur                                            | Fait partie de la série des Tactical Unit.                                       |
| 2009  | Tactical Unit – Comrades in Arms (en) | 機動部隊─衕袍        | Producteur                                            | Fait partie de la série des Tactical Unit.                                       |
| 2009  | Tactical Unit – Partners              | 機動部隊─伙伴        | Producteur                                            | Fait partie de la série des Tactical Unit.                                       |
| 2009  | Accident                              | 意外                 | Producteur                                            |                                                                                  |
| 2009  | Vengeance                             | 復仇                 | Producteur et réalisateur                             | Co-production franco-hongkongaise                                                |
| 2009  | Push                                  | —                    | Services de production                                | Co-production américano-hongkongaise                                             |
| 2011  | Don't Go Breaking My Heart            | 單身男女             | Réalisateur avec Wai Ka-Fai                           |                                                                                  |
| 2011  | Punished                              | 報應                 | Producteur                                            |                                                                                  |
| 2011  | La Vie sans principe                  | 奪命金               | Producteur et réalisateur                             |                                                                                  |
| 2012  | Romancing in Thin Air                 | 高海拔之戀Ⅱ          | Producteur et réalisateur                             |                                                                                  |
| 2012  | Motorway                              | 車手                 | Producteur                                            |                                                                                  |
| 2012  | Drug War                              | 毒戰                 | Réalisateur, prodducteur                              |                                                                                  |
| 2013  | Blind Detective                       | 盲探                 | Réalisateur                                           |                                                                                  |
| 2014  | Don't Go Breaking My Heart 2          | 單身男女2            | Réalisateur avec Wai Ka-Fai                           |                                                                                  |
| 2014  | A Complicated Story (en)              | 一個複雜故事         | Présentateur                                          |                                                                                  |
| 2015  | Office                                | 華麗上班族           | Réalisateur                                           |                                                                                  |
| 2016  | Trivisa                               | 樹大招風             | Producteur                                            |                                                                                  |
| 2016  | Three                                 | 三人行               | Producteur et réalisateur                             |                                                                                  |
| 2019  | Chasing Dream                         | 我的拳王男友         | Producteur et réalisateur                             |                                                                                  |